# Consejo Comarcal de El Bierzo

Municipios pertenecientes a la Comarca de El Bierzo

El Consejo Comarcal de El Bierzo es la institución pública local encargada del gobierno y administración de la comarca del Bierzo, la única reconocida por Ley en la Comunidad Autónoma de Castilla y León debido a las peculiaridades geográficas, históricas, sociales y económicas que la diferencian del resto de la comunidad autónoma.
Los municipios incluidos son Arganza, Balboa, Barjas, Bembibre, Benuza, Berlanga del Bierzo, Borrenes, Cabañas Raras, Cacabelos, Camponaraya, Carracedelo, Carucedo, Castropodame, Congosto del Bierzo, Corullón, Cubillos del Sil, Fabero, Folgoso de la Ribera, Igueña, Molinaseca, Noceda del Bierzo, Oencia, Palacios del Sil, Páramo del Sil, Peranzanes, Ponferrada, Priaranza del Bierzo, Puente de Domingo Flórez, Sancedo, Sobrado,  Toral de los Vados, Toreno, Torre del Bierzo, Trabadelo, Valle de Ancares, Vega de Espinareda, Vega de Valcarce y Villafranca del Bierzo.
La Ley 17/2010, de 20 de marzo modificó la Ley aprobada en 1991 por la que se crea y regula la Comarca del Bierzo.

## Composición política
Sus miembros son elegidos por los partidos políticos en proporción a los votos obtenidos en las elecciones municipales en el ámbito de la comarca de El Bierzo, de forma similar al procedimiento de elección de las diputaciones provinciales en comunidades autónomas pluriprovinciales. No se celebran elecciones comarcales como tal. 
Desde las elecciones municipales del 2023 preside la institución Olegario Ramón Fernández (PSOE).
Su precesor, en el cargo desde el 13 de julio de 2015 hasta el 2023, ha sido Gerardo Álvarez Courel (PSOE), concejal de Bembibre. Le precedieron en el cargo Alfonso Arias (PP), José Luis Ramón (PSOE), Ricardo González Saavedra (PSOE), Jesús Esteban (PSOE), Rita Prada (PSOE) y Francisco Alfonso (PSOE).
La Comarca comenzó siendo formada por 37 miembros, adhiriéndose a ella, posteriormente, el municipio de Palacios del Sil.

## Símbolos

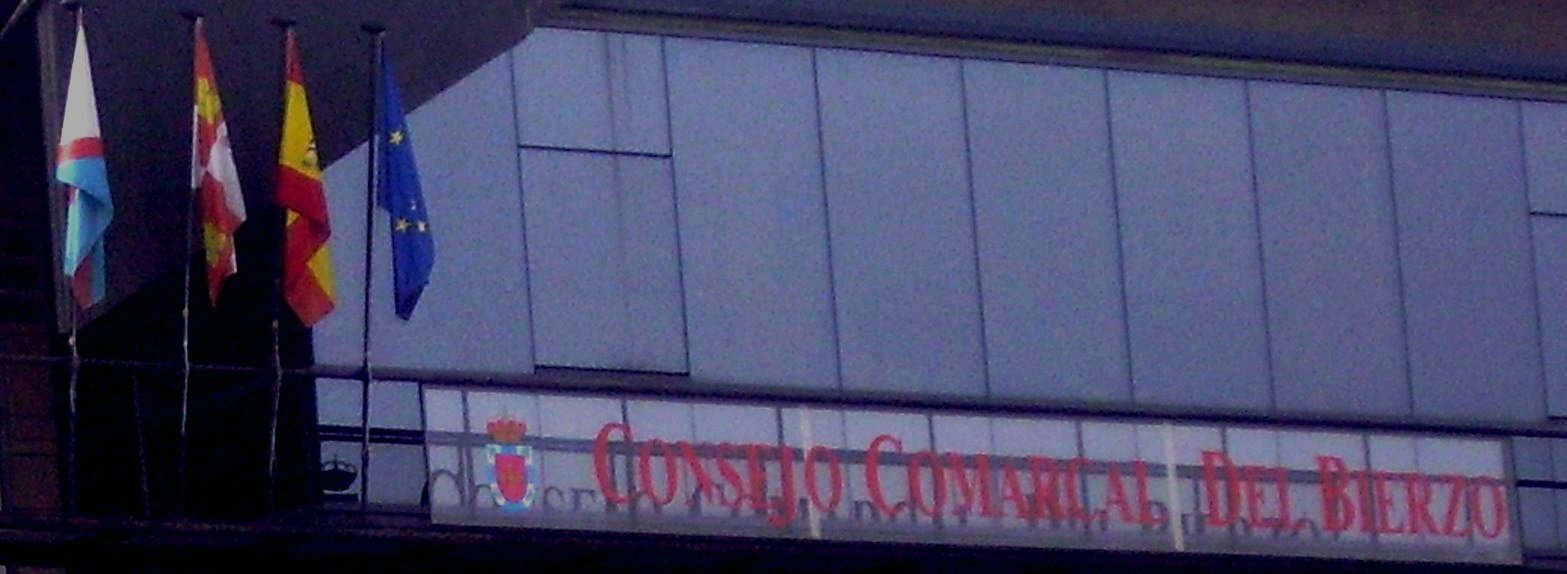
Sede del Consejo, en Ponferrada

Los símbolos que representan al Bierzo son la Bandera y el Escudo del Bierzo aprobados el 14 de abril de 2000 por el Pleno del Consejo Comarcal de El Bierzo.